# Verrucosa rancho
Verrucosa rancho Lise, Kesster & Silva, 2015 è un ragno appartenente alla famiglia Araneidae.

## Etimologia
Il nome della specie deriva dal comune venezuelano di Rancho Grande, località di rinvenimento degli esemplari.

## Caratteristiche
L'olotipo femminile rinvenuto ha lunghezza totale è di 12,00mm; la lunghezza del cefalotorace è di 5,00mm; e la larghezza è di 4,25mm.

## Distribuzione
La specie è stata reperita nel Venezuela settentrionale: l'olotipo femminile è stato rinvenuto in località Rancho Grande, nei pressi di Maracay, capitale dello stato di Aragua.

## Tassonomia
Al 2015 non sono note sottospecie e non sono stati esaminati nuovi esemplari.